# 伦敦帝国学院诺贝尔奖得主列表
伦敦帝国学院是英国著名大学。伦敦帝国学院原为伦敦大学加盟学院。2007年，在成立100周年之际，伦敦帝国学院宣布独立，现为独立大学，科学、工程、医学是它的特色专业。

## 校友诺贝尔奖得主
至2010年，伦敦帝国学院校友中共有15人获得诺贝尔奖。

### 诺贝尔物理学奖得主[1]
- 1937年：喬治·湯姆森
- 1948年：帕特里克·布萊克特
- 1971年：丹尼斯·加博尔
- 1979年：阿卜杜勒·萨拉姆

### 诺贝尔化学奖得主[1]
- 1956年：西里尔·欣谢尔伍德
- 1967年：乔治·波特
- 1969年：德里克·巴顿
- 1973年：杰弗里·威尔金森

### 诺贝尔生理学或医学奖得主[1]
- 1929年：弗雷德里克·霍普金斯
- 1945年：恩斯特·伯利斯·柴恩
- 1945年：亚历山大·弗莱明
- 1963年：安德魯·赫胥黎
- 1972年：羅德尼·羅伯特·波特